# Sporting CP (håndbold)
Sporting Clube de Portugal er et portugisisk herrehåndboldhold fra Lissabon. Holdet spiller i portugisiske Andebol 1 pr. 2020 og i herrernes EHF Champions League. Håndboldafdelingen hører inde under fodboldklubben Sporting CP.